# Emilio Barahona
Emilio Barahona (ur. 15 kwietnia 1949 w Tegucigalpie) – honduraski lekkoatleta, olimpijczyk.
Reprezentował Honduras na pierwszych dla tego kraju igrzyskach olimpijskich (Meksyk 1968). Wystąpił tam jedynie w eliminacjach biegu na 1500 metrów. W swoim wyścigu zajął ostatnie jedenaste miejsce (4:56,08) z dużą stratą do przedostatniego zawodnika (ponad 50 sekund do Édouarda Sagni z Senegalu). We wszystkich biegach gorszy czas uzyskał tylko jego rodak Arturo Córdoba.